# Jászai Mari tér
Jászai Mari tér (en français : « place Mari Jászai ») est une place publique de Budapest.

## Situation
La place est située à la jonction des quartiers de Lipótváros et d'Újlipótváros, dans les 5e et 13e arrondissements de Budapest à l'entrée du pont Marguerite côté Pest.
Elle prend la forme de deux squares arborés situés au nord et au sud du pont, le long des quais du Danube.

## Dénomination
Cette place doit son nom à l'actrice Mari Jászai (1850-1926).

## Édifice
Sur le côté sud de la place s'élève un immeuble moderne successivement siège de l'Autorité de protection de l'État (ÁVH) de 1950 à 1953, puis du Parti socialiste ouvrier hongrois. Il abrite aujourd'hui des bureaux de l'Assemblée nationale (Képviselői Irodaház).

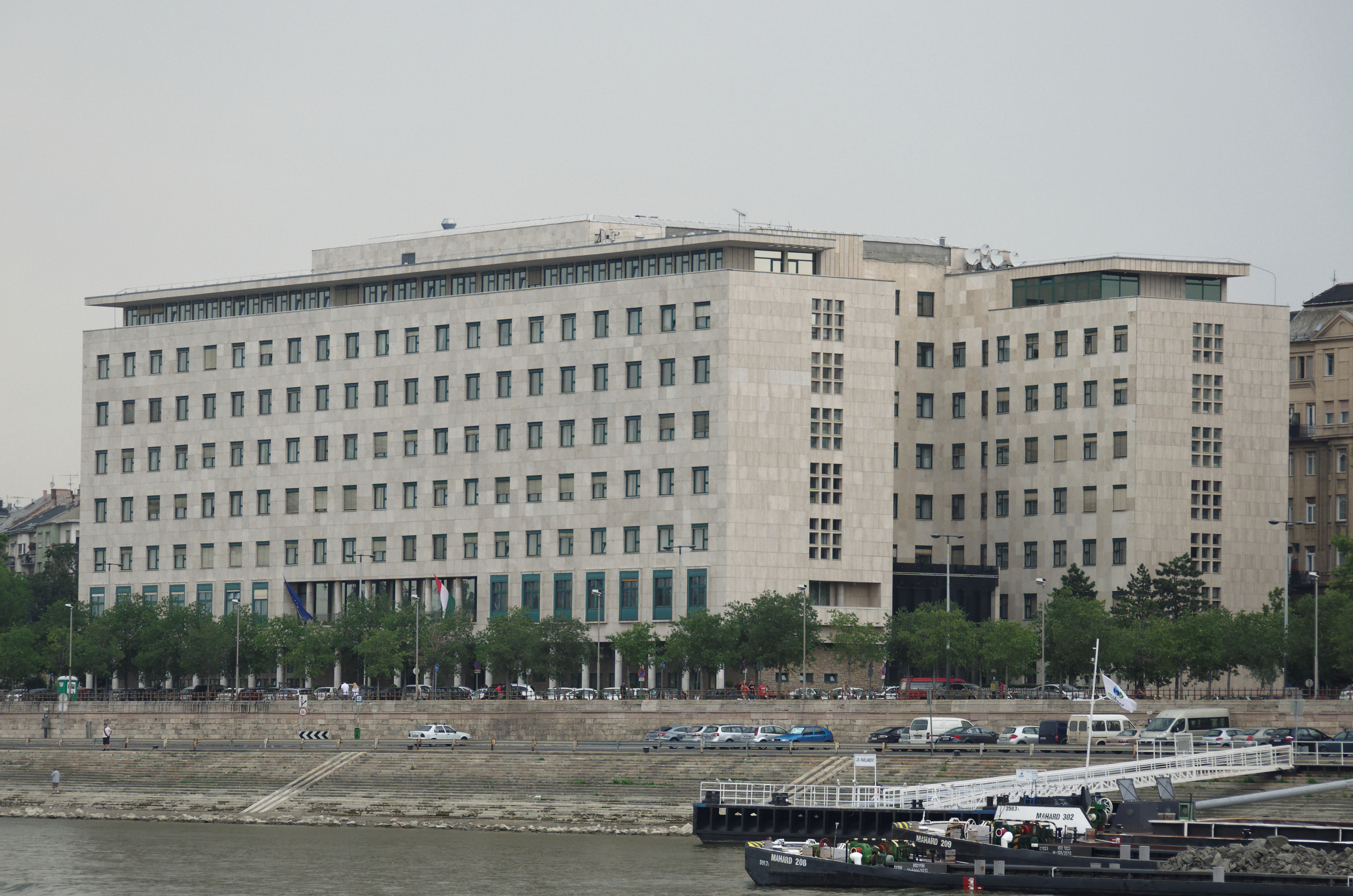
L'ancien siège de l'ÁVH puis du Parti socialiste ouvrier hongrois.

## Transports
La place est desservie par les lignes de tramways 2, 4 et 6 et de trolleybus 75 et 76.